# اجاره‌نامه
اجاره‌نامه به سند نوشتاری قرارداد اجاره گفته می‌شود که بین صاحب ملک (موجر) و اجاره‌کننده (مستأجر) تنظیم می‌شود که شامل مشخصات طرفین قرارداد و میزان اجاره بها و مدت اجاره و مورد اجاره و شرایط طرفین در آن است.
اجاره‌نامه به سندی مکتوب (نوشته شده) گفته می‌شود که بین مالک ملک (موجر) و اجاره کننده (مستاجر) تنظیم می‌‌شود و رابطه بین مالک و مستاجر را به صورت قانونی بیان می‌کند. تنظیم قرارداد اجاره می‌بایست با دقت بالا صورت بگیرد در غیر این صورت، خسارات و ضررهای زیادی را بر موجر یا مستاجر وارد خواهد کرد.

## اجاره بها
مهلت مستأجر برای پرداخت اجاره بها منتهی ده روز از تاریخ سررسید هر قسط خواهد بود، مگر اینکه طرفین به ترتیب دیگری توافق کرده باشند که در این صورت ترتیب مذکور باید در قرارداد قید گردد.
مستأجر مکلف است در موعد معین در اجاره‌نامه اجرت‌المسمی و پس از انقضاء مدت اجاره اجرت‌المثل را به میزان اجرت‌المسمی آخر هر ماه ظرف ده روز به موجر یا نماینده قانونی او بپردازد و هرگاه اجاره‌نامه‌ای در بین نباشد اجاره‌ب‌ها را به میزانی که بین طرفین مقرر یا عملی شده و در صورتی که میزان آن معلوم نباشد به عنوان اجرت‌المثل مبلغی که متناسب با اجاره املاک مشابه تشخیص می‌دهد برای هر ماه تا دهم ماه بعد به موجر یا نماینده قانونی او پرداخت نماید یا در صندوق ثبت یا بانکی که از طرف سازمان ثبت تعیین می‌شود سپرده و قبض رسید را اگر اجاره‌نامه رسمی است به دفترخانه تنظیم‌کننده سند و هر گاه اجاره‌نامه عادی بوده یا اجاره‌نامه‌ای در بین نباشد قبض رسید را با تعیین محل اقامت موجر به یکی از دفاتر رسمی نزدیک ملک تسلیم و رسید دریافت دارد.

## شرایط تنظیم قرارداد
در نوشتن و امضای قرارداد باید به مسائل زیادی توجه داشت از جمله:
1. آگاهی اجمالی به قوانین مربوط به موضوع قرارداد؛ مثلاً در صورتی‌که اجاره یک ماه پرداخت نگردد، صاحب ملک می‌تواند از طریق قانون مورد اجاره را تخلیه نماید.
2. مشخصات کامل و دقیق طرفین قرارداد با نشانی اقامتگاه آنان
3. در نظر گرفتن منافع هر دو طرف؛ به اینصورت که قرارداد جنبه عادلانه داشته باشد.
4. مدت قرارداد؛ هر قراردادی باید یک زمان معین و مشخص شده داشته باشد از یک ساعت گرفته تا چندین سال اما بهتر است که قراردادها یکساله باشد.
5. حضور دو نفر شاهد جهت امضای ذیل قرارداد.
6. تنظیم قرارداد در دونسخه و در صورت نیاز سه نسخه جهت در اختیار فرد سوم قراردادن (که فرد سوم در قرارداد ذکر شده‌است)
7. ذکر مرجع حل اختلاف از جمله شخصی خاص یا مرجع قانونی مربوطه.

## نمونه فرم اجاره نامه
به صورت کلی مطالعه قوانین برای فرم اجاره نامه و قرار داد اجاره نامه لازم و ضروی است زیرا شما با این امضا قرار داد دیگر نمی‌توانید تغییری در آن به وجود بیاورید از این رو مسئله بسیار مهم و کاربردی است. با استفاده از متن اجاره نامه موجود در سایت می‌توانید با اطمینان و آمادگی بیشتری برای این قرار داد آماده شوید. از این رو می‌توان از نمونه‌های آماده شده برای اطمینان بیشتر استفاده نمود.